# 永岑三千輝
永岑 三千輝（ながみね みちてる、1946年 - ）は、日本の歴史学者。横浜市立大学名誉教授。
専門は、ドイツ現代史、ナチス・ドイツのヨーロッパ占領政策、特にソ連占領政策とホロコーストの研究。
ドイツ産業史、ワイマール期・ヴェルサイユ体制下のドイツ航空機産業、ユンカース、ドルニエ、ハインケルなど。  

## 経歴
- 1946年1月、中華民国天津特別市に出生。
- 1964年3月、香川県立観音寺第一高等学校卒。
- 同年4月、横浜国立大学経済学部入学。大塚久雄・高橋幸八郎門下の遠藤輝明（フランス経済史、産業革命史）に師事。
- 1968年4月、東京大学大学院経済学研究科理論経済学・経済史学専攻修士課程に進学。ドイツ経済史の松田智雄に師事。
- 同年6月、大学への機動隊導入により「東大闘争」の全学化。経済大学院は「無期限スト」突入。

結果、全員留年。　
- 1971年4月、同大学院博士課程に進学。修士論文「ナチスの農村進出－シュレスヴィヒ・ホルシュタインの場合－」。1974年3月、同博士課程満期退学。
- 1973年4月から、立正大学経済学部助手。
- 1974年4月立正大学経済学部専任講師（西洋資本主義発達史担当）。1977年4月、同助教授。1986年4月、同教授[1]。
- 1995年10月、東京大学より博士（経済学）の学位を取得、学位論文の題は『ドイツ第三帝国のソ連占領政策と民衆　1941―1942』（同文舘、1994）。
- 1996年4月、横浜市立大学商学部教授[1]。2005年より、学部再編にともない、同国際総合科学部教授。
- 2011年3月、同大学名誉教授。

## おもな業績

### 単著
- 『ドイツ第三帝国のソ連占領政策と民衆　1941-1942』（同文舘、1994）
- 『独ソ戦とホロコースト』（日本経済評論社、2001）
- 『ホロコーストの力学――独ソ戦・世界大戦・総力戦の弁証法』（青木書店、2003）
- 『アウシュヴィッツへの道――ホロコーストはなぜ、いつから、どこで、どのように』（春風社、2022）

### 編著
- 『ヨーロッパ統合の社会史―背景・論理・展望』（廣田功との共編、日本経済評論社、2004）

### 翻訳
- ハルトムート・ケルブレ著・雨宮明彦・金子邦子・永岑三千輝・古内博之訳『ひとつのヨーロッパへの道―その社会史的考察』（日本経済評論社、1997）
- ワルター・ラカー編・井上茂子・木畑和子・芝健介・長田浩彰・永岑三千輝・望田幸男訳『ホロコースト大事典』（柏書房、2003）
- ハルトムート・ケルブレ著・永岑三千輝監訳・金子公彦・瀧川貴利・赤松廉史訳『ヨーロッパ社会史―1945年から現在まで』（日本経済評論社、2010)
- ハルトムート・ケルブレ著・永岑三千輝監訳・瀧川貴利・赤松廉史・清水雅大訳『冷戦と福祉国家』（日本経済評論社、2014）